# Menditte
Menditte é uma comuna francesa na região administrativa da Nova Aquitânia, no departamento dos Pirenéus Atlânticos. Estende-se por uma área de 6,29 km². Em 2010 a comuna tinha 328 habitantes (densidade: 52,1 hab./km²).